# Christopher Thorpe
Christopher Thorpe –conocido como Chris Thorpe– (Waukegan, 29 de octubre de 1970) es un deportista estadounidense que compitió en luge en la modalidad doble.
Participó en cuatro Juegos Olímpicos de Invierno, entre los años 1992 y 2002, obteniendo en total dos medallas en la prueba doble: plata en Nagano 1998 (junto con Gordon Sheer) y bronce en Salt Lake City 2002 (con Clay Ives).
Ganó dos medallas de plata en el Campeonato Mundial de Luge, en los años 1995 y 1996.

## Palmarés internacional
| Juegos Olímpicos   | Juegos Olímpicos                | Juegos Olímpicos  | Juegos Olímpicos |
| Año                | Lugar                           | Medalla           | Prueba           |
| ------------------ | ------------------------------- | ----------------- | ---------------- |
| 1998               | Nagano (Japón)                  | Medalla de plata  | Doble            |
| 2002               | Salt Lake City (Estados Unidos) | Medalla de bronce | Doble            |
| Campeonato Mundial |                                 |                   |                  |
| Año                | Lugar                           | Medalla           | Prueba           |
| 1995               | Lillehammer (Noruega)           | Medalla de plata  | Doble            |
| 1996               | Altenberg (Alemania)            | Medalla de plata  | Doble            |